# 샤리파 아이니
샤리파 아이니(말레이어: Sharifah Aini, 1953년 7월 2일 ~ 2014년 7월 5일)는 말레이시아의 가수이다. 1968년 15세에 가요계에 데뷔했으며, 30년 이상 활동하면서 70장 이상의 앨범들을 발매해왔다. 1970년대부터 1990년대에 이르기까지 말레이시아 최고의 가수였으나, 1995년 시티 누르할리자가 등장한 이후 인기가 퇴색했다는 평가를 받았다. 2004년 시티 누르할리자를 비방하는 이메일을 유포한 혐의로 기소되었다. 2014년 7월 5일 사망하였으며, 부킷 키아라 무슬림 공동묘지에 안장되었다.